# Bolesław Resztak
Bolesław Resztak ps. Słodkowski (ur. 1905, zm. ?) – polski wojskowy, komendant obwodu Kraśnik Okręgu Lublin Batalionów Chłopskich.

## Życiorys
Urodził się najpewniej w Wielkopolsce. Ukończył wyższe studia rolnicze. Brał udział w kampanii wrześniowej. Po jej zakończeniu został przez władze niemieckie wysiedlony. Osiadł w Suchodołach na Lubelszczyźnie. Organizował struktury Stronnictwa Ludowego „Roch” i Batalionów Chłopskich w powiecie kraśnickim. W połowie 1941 został komendantem obwodu Kraśnik Batalionów Chłopskich. W 1943 został komendantem powiatowym Państwowego Korpusu Bezpieczeństwa. 1 czerwca 1944 zawarł porozumienie o współpracy bojowej z Armią Ludową. Po zakończeniu wojny osiadł w Wielkopolsce i podjął pracę w spółdzielczości.
Został odznaczony Krzyżem Partyzanckim i Krzyżem Kawalerskim Orderu Odrodzenia Polski.